# Zaira Nara

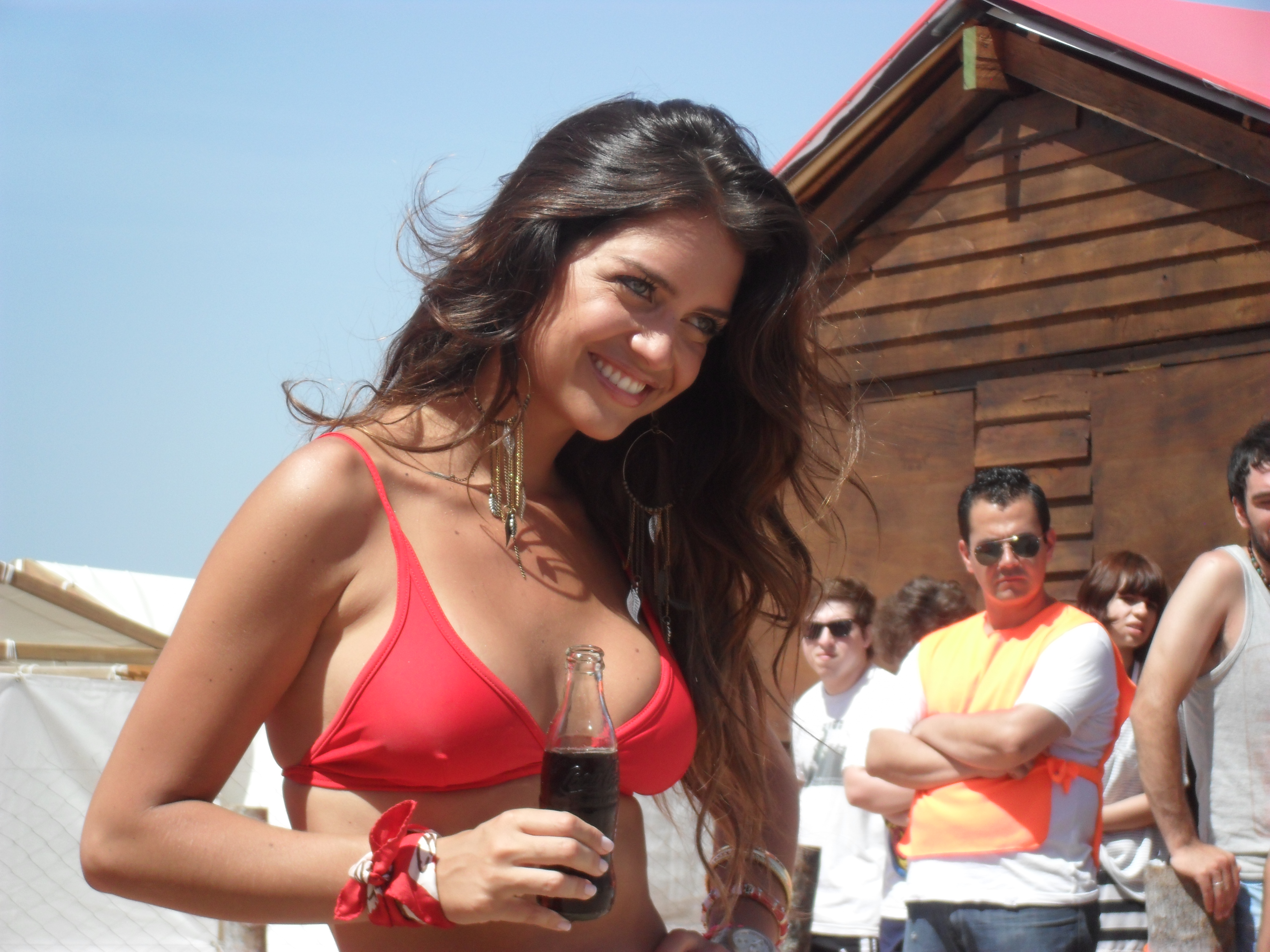
Zaira Nara

Zaira Tatiana Nara (phát âm tiếng Tây Ban Nha: [ˈsaiɾa ˈnaɾa] sinh ngày 15 tháng 8 năm 1988) là người dẫn chương trình và người mẫu Argentina.

## Tiểu sử
Cô là em gái của Wanda Nara, vào năm 2010, theo tạp chí FHM, được xếp hạng 47 trong số những phụ nữ quyến rũ nhất thế giới năm 2010 Zaira Nara đã làm người mẫu cho các thương hiệu như Herbal Essences, McDonald, La Serenísima, Gillette, Pantene và Falabella. Cô cũng xuất hiện trên trang bìa các phiên bản Argentina của Cosmopolitan và Women Health.

### Nghề nghiệp
Zaira Nara được sinh ra tại Boulogne Sur Mer, Argentina. Cô bắt đầu sự nghiệp với tư cách là một người mẫu nhí ở tuổi vị thành niên cho công ty Dotto Model, nhưng sau đó vào năm 2008, cô rời nơi đây để gia nhập Chekka Buenos Aires, công ty của Mauricio Catarain, trong đó Zaira đã giành được nhiều hợp đồng quảng cáo để trở thành nhãn hiệu cho quần áo, đồ lót và mỹ phẩm. Năm 2010, Zaira là thí sinh trong chương trình Marcelo Tinelli của Bailando 2010, bị loại lần thứ 9, sau đó cô làm người dẫn chương trình La Cocina del Show. Năm 2011, Zaira giành được quả bóng đá hồng và cho chị gái Wanda ở Bailando 2011.

### Cuộc sống cá nhân
Vào ngày 9 tháng 3 năm 2011, sau 2 năm gắn bó, cầu thủ bóng đá Diego Forlán tuyên bố trên trang Twitter của mình rằng anh và Zaira đã đính hôn; tuy nhiên vào tháng 6 năm 2011, họ đã phá vỡ hôn ước (và cô cho rằng: "Bây giờ điều tôi có thể nói là cảm ơn chúa vì mình đã không kết hôn!") sau khi chia tay. Từ tháng 10 năm 2011 đến tháng 11 năm 2014, Zaira đã hẹn hò với tay quần vợt Juan Mónaco. Cô đính hôn với Jakob Von Plessen vào tháng 4 năm 2015; Zaira mang thai vào tháng 10 năm 2015; và hạ sinh một cô con gái, Malaika Von Plessen vào ngày 6 tháng 4 năm 2016.

## Phim
- 2006 — Música total
- 2008 — El último vuelo del día
- 2009 — Animérica
- 2009-2010 — Justo a tiempo
- 2010 — Justo a tiempo España
- 2010 — Bailando 2010
- 2010 — La Cocina del Show
- 2011 — Bailando 2011
- 2012 — Tendencia
- 2013 — Todos Contentos y bastante locos
- 2014-2015 — Tu Mejor Sábado
- 2015 — Tu Mejor Domingo
- 2016-2017 — Morfi Cafe
- 2017-2018 — Morfi, todos a la mesa